# Black Celebration
Black Celebration és el sisè disc del grup Depeche Mode (el cinquè de material nou); fou publicat el mes de març de 1986, al seu segell de sempre, Mute Records.

## Informació
Depeche Mode continuaren donant a la seva música un aire dens i obscur, seguint la tendència mostrada en els seus últims discos i que pot ja intuir-se en alguns temes del seu segon àlbum, A Broken Frame. També continuaren utilitzant els samplers de manera molt creativa, amb resultats palpables en temes com "Stripped", el primer senzill. Les lletres de Martin, en coherència amb l'atmosfera del disc, són més introspectives i pessimistes que mai, fins i tot, hi ha referències a la mort amb imatges tètriques ("Fly on the Windscreen - Final"), combinades amb mirades resignades sobre vides sense esperança ("Black Celebration", "World Full of Nothing") o comentaris negatius sobre la situació del món ("New Dress"). En conjunt, Black Celebration és el disc més sinistre del grup, aparegut en una època en què aquesta tendència musical estava molt d'actualitat, representada per grups com The Cure.
Martin, a part de la composició de les lletres, també va realitzar les funcions de cantant en les cançons "A Question of Lust", "Sometimes", "It Doesn't Matter Two", "World Full of Nothing" i "Black Day". La cançó "Fly on the Windscreen" fou llançada com a cara-B del senzill "It's Called a Heart", però la banda va decidir treballar novament en la cançó afegint nous efectes i van llançar una versió "Final" en aquest àlbum.
Com la resta de discos del grup, l'àlbum fou remasteritzat recentment, amb les cares B dels senzills (incloent-hi en aquest cas també els senzills extrets de l'àlbum anterior, la recopilació The Singles 81-85), versions en directe, material extra i un documental, d'aproximadament una hora de duració, que mostra les evolucions del grup durant aquest període. El rellançament es va produir el 20 de març de 2007 als Estats Units, el 26 al Regne Unit i el 2 d'abril a la resta d'Europa, on també es va llançar una edició "deluxe" en vinil.

## Llista de cançons
Totes les cançons són escrites per Martin Gore excepte "Black Day" (Martin Gore/Alan Wilder/Daniel Miller) i "Christmas Island" (Martin Gore/Alan Wilder).

### LP Stumm 26 (versió europea)
Cara A
| Núm. | Títol                           | Durada |
| ---- | ------------------------------- | ------ |
| 1.   | «Black Celebration»             | 4:55   |
| 2.   | «Fly on the Windscreen - Final» | 5:18   |
| 3.   | «A Question of Lust»            | 4:20   |
| 4.   | «Sometimes»                     | 1:53   |
| 5.   | «It Doesn't Matter Two»         | 2:50   |

Cara B
| Núm. | Títol                   | Durada |
| ---- | ----------------------- | ------ |
| 6.   | «A Question of Time»    | 4:10   |
| 7.   | «Stripped»              | 4:16   |
| 8.   | «Here Is the House»     | 4:15   |
| 9.   | «World Full of Nothing» | 2:50   |
| 10.  | «Dressed in Black»      | 2:32   |
| 11.  | «New Dress»             | 3:42   |

### CD Stumm 26 (versió europea)
| Núm. | Títol                              | Durada |
| ---- | ---------------------------------- | ------ |
| 1.   | «Black Celebration»                | 4:55   |
| 2.   | «Fly on the Windscreen - Final»    | 5:18   |
| 3.   | «A Question of Lust»               | 4:20   |
| 4.   | «Sometimes»                        | 1:53   |
| 5.   | «It Doesn't Matter Two»            | 2:50   |
| 6.   | «A Question of Time»               | 4:10   |
| 7.   | «Stripped»                         | 4:16   |
| 8.   | «Here Is the House»                | 4:15   |
| 9.   | «World Full of Nothing»            | 2:50   |
| 10.  | «Dressed in Black»                 | 2:32   |
| 11.  | «New Dress»                        | 3:42   |
| 12.  | «Breathing in Fumes»               | 6:07   |
| 13.  | «But Not Tonight» (Extended Remix) | 5:13   |
| 14.  | «Black Day»                        | 2:36   |

### LP / CD (versió americana)
| Núm. | Títol                           | Durada |
| ---- | ------------------------------- | ------ |
| 1.   | «Black Celebration»             | 4:55   |
| 2.   | «Fly on the Windscreen - Final» | 5:18   |
| 3.   | «A Question of Lust»            | 4:20   |
| 4.   | «Sometimes»                     | 1:53   |
| 5.   | «It Doesn't Matter Two»         | 2:50   |
| 6.   | «A Question of Time»            | 4:10   |
| 7.   | «Stripped»                      | 4:16   |
| 8.   | «Here Is the House»             | 4:15   |
| 9.   | «World Full of Nothing»         | 2:50   |
| 10.  | «Dressed in Black»              | 2:32   |
| 11.  | «New Dress»                     | 3:42   |
| 12.  | «But Not Tonight»               | 4:15   |

### Reedició 2007 (Mute: DM CD 5 (CD/SACD + DVD) / CDX STUMM 26 (CD/SACD))
El disc 1 és híbrid (SACD/CD), mentre el disc 2 és un DVD que inclou el disc Black Celebration en format DTS 5.1, Dolby Digital 5.1 i PCM Stereo, amb material extra.
| Núm. | Títol                           | Durada |
| ---- | ------------------------------- | ------ |
| 1.   | «Black Celebration»             | 4:55   |
| 2.   | «Fly on the Windscreen - Final» | 5:18   |
| 3.   | «A Question of Lust»            | 4:20   |
| 4.   | «Sometimes»                     | 1:53   |
| 5.   | «It Doesn't Matter Two»         | 2:50   |
| 6.   | «A Question of Time»            | 4:10   |
| 7.   | «Stripped»                      | 4:16   |
| 8.   | «Here Is the House»             | 4:15   |
| 9.   | «World Full of Nothing»         | 2:50   |
| 10.  | «Dressed in Black»              | 2:32   |
| 11.  | «New Dress»                     | 3:42   |

| 1. | «Black Celebration»  |  |
| 2. | «A Question of Time» |  |
| 3. | «Stripped»           |  |

| 1. | «Shake the Disease»                |  |
| 2. | «Flexible»                         |  |
| 3. | «It's Called a Heart»              |  |
| 4. | «Fly on the Windscreen» (original) |  |
| 5. | «But Not Tonight»                  |  |
| 6. | «Breathing in Fumes»               |  |
| 7. | «Black Day»                        |  |
| 8. | «Christmas Island» (instrumental)  |  |

| 1. | «Depeche Mode 85-86 (The songs aren't good enough, there aren't any singles and it'll never get played on the radio)» (vídeo) | 57:00 |

## Posicions en llistes
| Llista (1986)    | Posició | Certificació |
| ---------------- | ------- | ------------ |
| França           | 11      | Or           |
| Alemanya         |         | Platí        |
| Suècia           | 5       |              |
| Suïssa           | 1       |              |
| Regne Unit       | 3       | Argent       |
| US Billboard 200 | 90      | Or           |

## Dades
- Depeche Mode: David Gahan, Martin Gore, Andrew Fletcher, Alan Wilder.
- Músics addicionals: Daniel Miller (teclats, programació), Gareth Jones (teclats, programació).
- Temes escrits per Martin Gore, excepte "Christmas Island" (escrit per Gore i Alan Wilder) i "Black Day" (escrit per Gore, Wilder i Daniel Miller).
- Temes cantats per David Gahan, excepte "A Question of Lust", "Sometimes", "It Doesn't Matter Two" i "World Full of Nothing", cantats per Martin Gore.
- Enregistrat i mesclat als estudis Westside (Londres) i Hansa (Berlín), excepte "Fly on the Windscreen - Final", enregistrat als estudis Genetic i remesclat a Hansa.
- Enginyers de so: Richard Sullivan (Westside), Peter Schmidt (Hansa), Dave Allen i Phil Tennant (Genetic).
- Produït per Depeche Mode, Gareth Jones i Daniel Miller.
- Disseny de portada: M. Atkins, D.A. Jones i M. Higenbottam, de T&CP (Londres).
- Fotografia de portada: Brian Griffin (assistent: Stuart Graham).

## Informació addicional
- Al principi del tema "Black Celebration" se sent un sample de Daniel Miller imitant Winston Churchill, tot dient "A Brief Period of Rejoicing".
- "Black Celebration" és (fins a la data) l'únic disc de Depeche Mode que pren el nom del títol d'una de les seves cançons.
- També és "Black Celebration" el disc de Depeche Mode on Martin canta més cançons (quatre en total).
- El tema "But Not Tonight" va ser inclòs a la banda sonora de la pel·lícula "Modern Girls" (1986), i el seu vídeo barreja imatges del grup i de la pel·lícula.
- El vídeo del tema "A Question of Time" és el primer vídeo de Depeche Mode dirigit per Anton Corbijn.